# 721
721(칠백이십일)은 720보다 크고 722보다 작은 자연수다.

## 수학
- 합성수로, 그 약수는 1, 7, 103, 721이다. 진약수의 합은 111이므로, 721은 부족수다.
- 16번째 중심있는 육각수다. 앞의 중심있는 육각수는 631, 다음은 817이다.
- {\displaystyle 721=61+67+71+73+79+83+89+97+101}
  - 연속하는 소수(素數) 9개의 합으로 나타낼 수 있으며, 이 성질을 지닌 앞의 수는 679, 다음 수는 763이다.
- {\displaystyle 46^{3}-1}은 721로 나누어떨어진다.

## 과학
- 721 타보라(영어판): 소행성.

## 교통

### 철도
- 철도차량
  - 홋카이도 여객철도 721계 전동차
  - 동일본 여객철도 E721계 전동차
- 철도역
  - 서울 지하철 7호선 면목역의 역번호.

### 도로
- 721번 지방도: 전북특별자치도 남원시에서 완주군 상관면까지 이어지는 대한민국의 지방도.
- 현도 제721호선

## 군사
- 721 해군 항공대(영어판): 과거 존재한 영국의 해군 항공대.
- U-721(영어판): 제2차 세계 대전에 사용된 나치 독일의 군용 잠수함.

## 문화유산
- 대한민국의 보물 제721호: 금강반야바라밀경

## 기타
- 날짜: 7월 21일
- 연도: 721년, 기원전 721년
- 포켓몬스터 XY에 있는 포켓몬의 수는 총 721마리다.